# Rédené
Rédené (bret. Redene) – miejscowość i gmina we Francji, w regionie Bretania, w departamencie Finistère.
Według danych na rok 1990 gminę zamieszkiwały 2383 osoby, a gęstość zaludnienia wynosiła 97 osób/km² (wśród 1269 gmin Bretanii Rédené plasuje się na 250. miejscu pod względem liczby ludności, natomiast pod względem powierzchni na miejscu 389.).